# ハニーサックル・ローズ (曲)
「ハニーサックル・ローズ」（Honeysuckle Rose）は、ファッツ・ウォーラーが作曲し、アンディー・ラザフが歌詞を書いた1929年の楽曲。
1929年にコニーズ・インで上演されたオフ・ブロードウェイのレヴュー『ロード・オフ・コール (Load of Coal)』で、ソフトシューズのダンス・ナンバーとして最初に紹介された。ウォーラー自身による1934年の録音は、1999年にグラミーの殿堂入りを果たしている。その後もアニタ・オデイやエラ・フィッツジェラルドなど多くのアーティストが録音した。ジャズ・スタンダードの一つとして知られている。

## 主な収録アーティスト

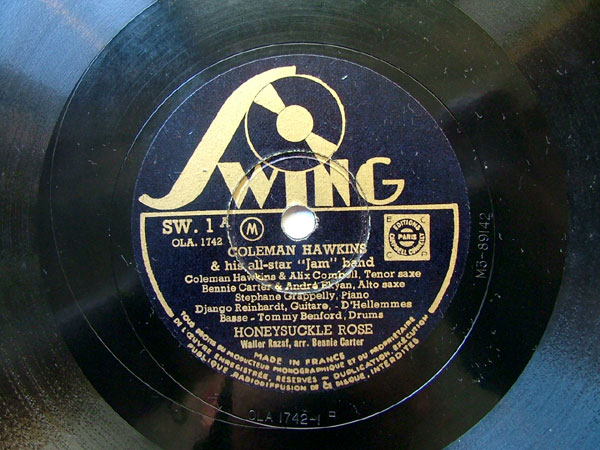
コールマン・ホーキンスのシングル「ハニーサックル・ローズ」（1937年）

- フレッチャー・ヘンダーソン (1932年)[4]
- ファッツ・ウォーラー (1934年)、(1937年)、(1941年)[5]
- レッド・ノーヴォ (1935年、オリジナル盤 COL 3059-D)
- ミルドレッド・ベイリー (1935年) - Mildred Bailey and Her Alley Cats (Parlophone R 2201、イングランド)[6]
- カウント・ベイシー (1937年)
- エラ・フィッツジェラルド (1963年) ∸ Ella and Basie![7]
- コールマン・ホーキンス with ベニー・カーター、ジャンゴ・ラインハルト、ステファン・グラッペリなど (1937年)
- アール・ハインズ (1937年)
- ルイ・アームストロング (1938年) - Satch Plays Fats (1955年、Columbia)
- ファッツ・ウォーラー with ルイ・アームストロング、ジャック・ティーガーデン (1938年10月ライブ録音、Striding in Dixieland [Folkways Records FW02816 / FJ S2816] 1981年リリース)
- ベニー・グッドマン – The Famous 1938 Carnegie Hall Jazz Concert (1938年1月16日ライブ録音、1950年リリース) ※フィーチャリング・ソロ by ベニー・グッドマン、ハリー・ジェイムス、レスター・ヤング、バック・クレイトン、カウント・ベイシー、ジョニー・ホッジス、ハリー・カーネイ
- ルイ・ジョーダン (1939年)
- キング・コール・トリオ (1941年3月14日[8] April 11, 1946年,[9]、1947年7月2日[10])
- レナ・ホーン - 音楽映画『万雷の歓呼』 (1943年、M-G-M)[11]
- テディ・ウィルソン (1944年)
- サラ・ヴォーン - At Mister Kelly's (1957年)
- エヴァ・キャシディ - Live at Blues Alley (1996年)
- ジェーン・モンハイト - Taking a Chance on Love (2004年)[12]